# Duhort-Bachen
Duhort-Bachen település Franciaországban, Landes megyében. Lakosainak száma 682 fő (2022. január 1.). Duhort-Bachen Aire-sur-l’Adour, Bahus-Soubiran, Cazères-sur-l’Adour, Classun, Eugénie-les-Bains és Renung községekkel határos.

## Népesség
A település népességének változása:
| Lakosok száma | 584  | 572  | 600  | 617  | 657  | 661  | 664  | 654  | 646  | 682  |
|               | 1968 | 1982 | 1990 | 2006 | 2013 | 2015 | 2017 | 2019 | 2020 | 2022 |